# Equipe venezuelana na Copa Davis
A equipe venezuelana na Copa Davis representa a Venezuela na Copa Davis, principal competição de tênis masculina por equipes do mundo. É administrada pela Federación Venezolana de Tenis.